# Abasto Bicentenario
Abasto Bicentenario fue una red de supermercados en Venezuela, adscrita al Ministerio del Poder Popular para la Alimentación. Después de ocho años tras haber expropiado los supermercados Éxito y CADA en 2010, la cadena de tiendas socialistas fueron cerradas, ya en el 2016 se veía el deterioro en medio de una historia de corruptelas e ineficacia gerencial.

## Historia
Fue establecido el 21 de enero de 2010 luego de la expropiación de las cadenas de supermercados CADA y Éxito propiedad del grupo francés Casino por parte del gobierno venezolano, a través de un decreto publicado en la Gaceta Oficial N° 39.351.  En febrero el gobernante venezolano anunció que aceptó una propuesta del Grupo francés Casino y comprará el 80 % de su paquete accionarial en la empresa Cativen y propietaria de los expropiados hipermercados Éxito y de la cadena de automercados Cada. Mal asesorado Chávez tuvo que llegar a un arreglo con los franceses que se quedaran con el 20% así se tendrá una empresa mixta con mayoría estatal.
Por un error de información por parte del ministro Eduardo Samán sobre los verdaderos propietarios creyendo que estaba relacionado con la empresa colombiana Éxito, el estado tuvo que pagar 690 millones de dólares a sus propietarios franceses para evitar roces diplomáticos. Lo que empezó como una expropiación terminó como una negociación de compra de acciones. La red contó con 39 sucursales y 6 hipermercados, distribuidas en el Distrito Capital y en 13 estados del país, incluso uno que estaba en construcción, que Chávez inauguró en 2012 en la Zona Rental de Plaza Venezuela, Caracas.

## Desaparición

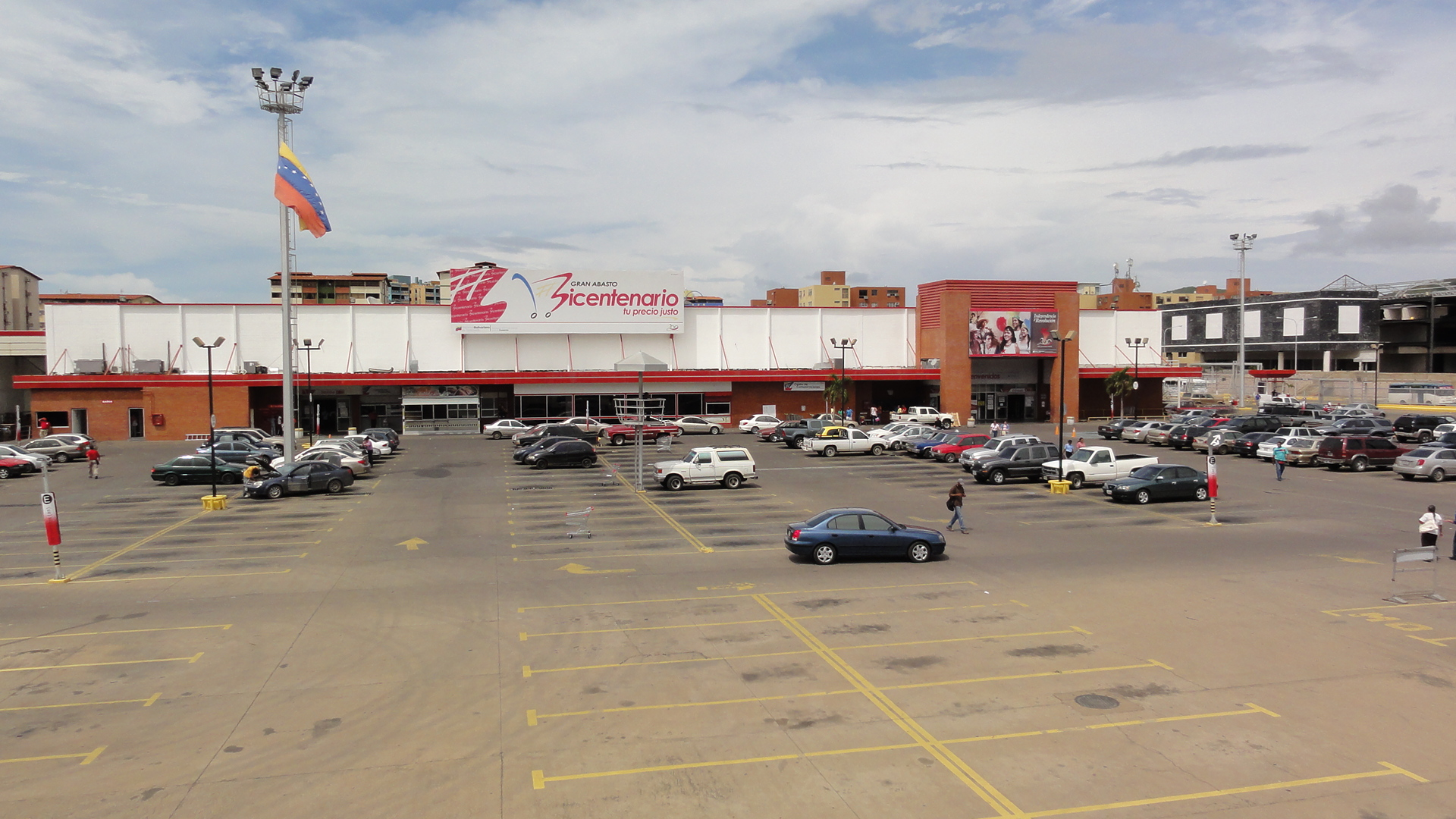
Abasto Bicentenario en Puerto La Cruz

En 2016, el presidente Nicolás Maduro ordenó una "reestructuración" de la cadena de supermercados, indicando que la red "se pudrió". Numerosos gerentes fueron detenidos.
En 2017 fue nombrado capitán del ejército Ramón Rafael Campos Cabello, como Presidente de la Empresa Red de Abastos Bicentenario, S.A., y sus empresas filiales, en calidad de Encargado, ente adscrito al Ministerio del Poder Popular para la Alimentación, primo de Diosdado Cabello. Entre 2018 y 2019, varias sucursales empezaron a cerrar sus puertas. En Caracas, la sucursal de Terrazas del Ávila, fue cerrado y 200 trabajadores quedaron en la calle. En Carabobo, los trabajadores de la sucursal en Valencia protestaron en contra del cierre de la misma.
Un reportaje realizado por Tal Cual indicó que para junio de 2019, solo quedaba operativa una sucursal de la cadena en Charallave y la sede corporativa en Sabana Grande, pero que también iban a ser cerradas, según Jorge Lastra. Más de 10.000 trabajadores quedaron en la calle y sin recibir ninguna respuesta tanto de los entes gubernamentales como de la directiva de la red. Algunas sucursales de la red pasaron a ser sucursales de las denominadas "Tiendas CLAP", mientras que otros quedaron cerrados de forma definitiva.

## Denuncias
La red de Abastos Bicentenario recibió denuncias por irregularidades de funcionamiento, corrupción, falta de insumos y conflictos laborales.